# Ruth Rehmann
Ruth Rehmann (* 1. Juni 1922 in Siegburg; † 29. Januar 2016 in Trostberg) war eine deutsche Schriftstellerin.

## Leben
Ruth Rehmann war die Tochter eines rheinischen evangelischen Pastors. Nach dem Abitur im Jahre 1940 besuchte sie eine Dolmetscherschule für Englisch und Französisch in Hamburg. Danach begann sie ein Studium der Kunstgeschichte, Archäologie und Germanistik an den Universitäten Bonn und Marburg. Ab 1943 studierte sie an Hochschulen in Köln und Berlin Musik mit dem Hauptfach Geige. Dieses Studium wurde durch eine Dienstverpflichtung bei der Wehrmacht unterbrochen, wo sie 1944/1945 als Bürokraft arbeitete. 1945 floh sie nach Oberbayern und ließ sich im Chiemgau nieder.
1947 nahm sie ihr Musikstudium wieder auf, das sie 1951 im Fach Geige mit der Konzertreife am Düsseldorfer Robert-Schumann-Konservatorium abschloss. Sie arbeitete in der Folge zeitweise als Lehrerin für Deutsch und Englisch in bayerischen Landschulheimen, als Dolmetscherin sowie als Pressereferentin für diverse ausländische Botschaften in Deutschland. Gleichzeitig unternahm sie Reisen nach Algerien, Griechenland und Frankreich und begann mit der Veröffentlichung literarischer Arbeiten; aus ihrem ersten Roman las sie auf einer Tagung der Gruppe 47. Neben Romanen und Erzählungen hat sie auch zahlreiche Hörspiele verfasst.
Seit 1979 engagierte sich Ruth Rehmann in der Friedensbewegung; bei der Bundestagswahl 1983 war sie Kandidatin der Grünen für den Landkreis Traunstein und Berchtesgaden. Sie war Mitglied des PEN-Zentrums Deutschland und der Bayerischen Akademie der Schönen Künste.

## Auszeichnungen (Auswahl)
- 1962: Förderpreis der Stadt Hannover
- 1974: Georg-Mackensen-Literaturpreis (zusammen mit Dieter Kühn)
- 1989: Literaturpreis des Kulturkreises der deutschen Wirtschaft im Bundesverband der Deutschen Industrie
- 2001: Bundesverdienstkreuz am Bande[3]
- 2004: Oberbayerischer Kulturpreis
- 2010:  Auszeichnung Pro meritis scientiae et litterarum des Freistaats Bayern
- 2010: Rosenheimer Literaturpreis

## Werke

### Romane
- Illusionen, Frankfurt a. M. 1959. (Neuausgabe, Hrsg. und mit einem Nachwort von Werner Jung, AvivA, Berlin 2022, ISBN 978-3-949302-04-6.)
- Die Leute im Tal, Frankfurt a. M. 1968.
- Der Mann auf der Kanzel. Hanser, München/Wien 1979, ISBN 3-446-12818-2.
- Abschied von der Meisterklasse, München [u. a.] 1985.
- Die Schwaigerin, München [u. a.] 1987.
- Fremd in Cambridge, München [u. a.] 1999.
- Ferne Schwester, Hanser, München 2009, ISBN 978-3-446-23394-2: als Taschenbuch: dtv, München 2012, ISBN 978-3-423-14125-3.

### Erzählungen
- Paare, München 1978.
- Der Abstieg, Stuttgart 1987.
- Bootsfahrt mit Damen, München 1995.
- Der Oberst begegnet Herrn Schmidt, Stuttgart 1995.

### Autobiografische Werke
- Unterwegs in fremden Träumen, Begegnungen mit dem anderen Deutschland. Autobiographie 1947–1990. Hanser, München/Wien 1993, ISBN 3-446-17213-0.

### Hörspiele
- Ein ruhiges Haus, Norddeutscher Rundfunk/Südwestfunk 1960.
- Alte Männer, Süddeutscher Rundfunk 1962.
- Flieder aus Malchin, Süddeutscher Rundfunk/Sender Freies Berlin 1964.
- Ich mag deine Freunde, Norddeutscher Rundfunk/Deutsche Welle 1970.
- Nachsaison, Süddeutscher Rundfunk 1972.
- Frau Violets Haus, Westdeutscher Rundfunk 1974.
- Gehörbildung, Westdeutscher Rundfunk/Saarländischer Rundfunk 1975.
- Drei Gespräche über einen Mann, Süddeutscher Rundfunk 1976.
- Herr Selinger geht zu weit, Westdeutscher Rundfunk 1977.
- Legen Sie Ihr Gewissen dar (mit Brigitte Kurreck), Westdeutscher Rundfunk 1981.
- Atemnot, Westdeutscher Rundfunk 1985.

### Herausgeberschaft
- Eltern und Kinder. Verlag Bruckmann, München 1979 (= Jahresgabe der Hoesch AG für deren Mitarbeiter).

### Übersetzungen
- Morris L. West: Der Botschafter, Wien [u. a.] 1965.